# Gonten
Gonten (toponimo tedesco) è un distretto svizzero di 1 434 abitanti del Canton Appenzello Interno.

## Storia
È stato istituito nel 1873 con la fusione delle rhode soppresse di Gonten e Stechlenegg e di parte di quella di Rinkenbach.

## Monumenti e luoghi d'interesse

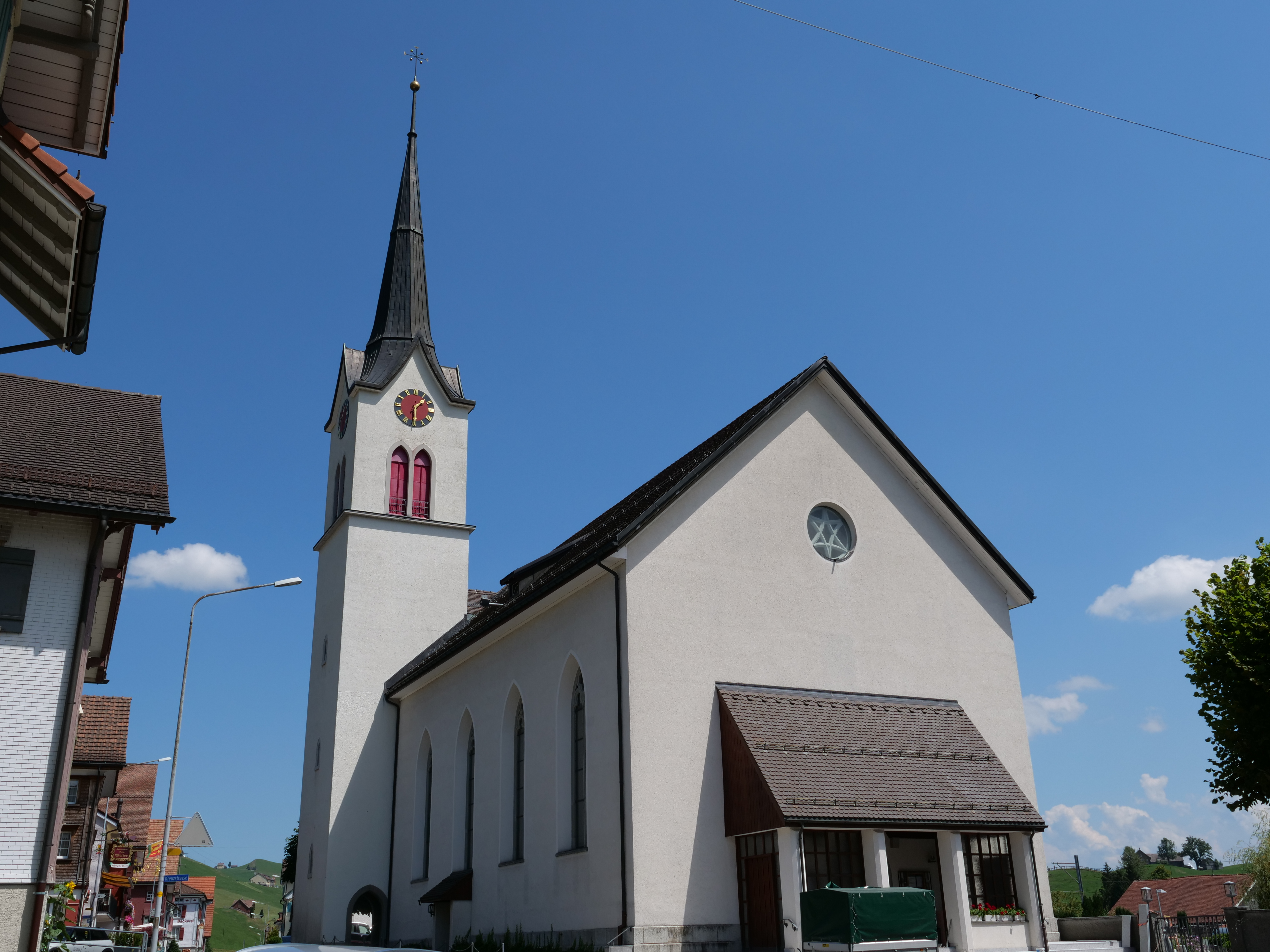
La chiesa di Santa Verena

- Chiesa cattolica di Santa Verena, eretta nel 1452 e ricostruita nel 1863-1865[2].

## Società

### Evoluzione demografica
L'evoluzione demografica è riportata nella seguente tabella (fino al 1850 senza Stechlenegg e Rinkenbach):
Abitanti censiti

## Infrastrutture e trasporti
Gonten è servito dall'omonima stazione, dalla stazione di Gontenbad, dalla stazione di Jakobsbad e dalla fermata di Alpsteinblick (attiva solo nei giorni di apertura dello skilift omonimo) sulla ferrovia Gossau-Appenzello (linea S23 della rete celere di San Gallo).

## Amministrazione
Ogni famiglia originaria del luogo fa parte del cosiddetto comune patriziale e ha la responsabilità della manutenzione di ogni bene ricadente all'interno dei confini del comune.